# 拉菲克·尼沙诺夫
拉菲克·尼沙诺维奇·尼沙诺夫（俄语：Рафик Нишанович Нишанов；1926年1月15日—2023年1月11日），乌兹别克族，苏联政治人物、外交官。曾任苏联驻斯里兰卡、马尔代夫、约旦特命全权大使，乌兹别克苏维埃社会主义共和国外交部长、最高苏维埃主席团主席，乌共中央第一书记，苏联最高苏维埃民族院主席等职务。他是苏联总统戈尔巴乔夫的亲信。

## 生平
- 1926年1月15日出生于哈萨克苏维埃社会主义自治共和国塔什干州加扎尔肯特的一个工人家庭[2]。
- 1942年，塔什干州博斯坦雷克区集体农庄农民。
- 1943年，加扎尔肯特村委会书记。
- 1944年，共青团博斯坦雷克区委第二书记。
- 1945年-1950年，苏联武装力量部队服役。1949年加入联共（布）。
- 1950年-1955年，共青团塔什干市十月区委员干部。
- 1955年-1956年，乌兹别克苏维埃社会主义共和国内务部消防局政治部主任。
- 1956年-1959年，乌共塔什干市委员部长。1959年毕业于塔什干师范学院夜校。
- 1959年-1962年，乌共塔什干市十月区委第一书记。
- 1962年-1963年，塔什干市长。
- 1963年-1970年8月，乌共中央书记处书记，负责意识形态工作。1969年获历史学副博士学位。
- 1970年8月-1978年6月，驻锡兰、斯里兰卡共和国特命全权大使，兼驻马尔代夫共和国特命全权大使。
- 1978年6月-1985年3月，驻约旦哈希姆王国特命全权大使。
- 1985年3月-1986年12月，乌兹别克苏维埃社会主义共和国外交部长。
- 1986年12月-1988年4月，乌兹别克苏维埃社会主义共和国最高苏维埃主席团主席。期间，1987年6月-1988年5月，苏联最高苏维埃主席团副主席。
- 1988年1月-1989年6月，乌共中央第一书记。（因费尔干纳事件调离[3]）
- 1989年6月-1991年10月，苏联最高苏维埃民族院主席。期间，1991年9月-11月，苏联总统顾问。
- 1991年11月起退休，在莫斯科生活。2012年曾出版回忆录《暴风雪前的青树》。
- 2023年1月11日于瑞士日内瓦逝世，享年96岁[4][5]。葬于日内瓦穆斯林公墓妻子墓旁。

尼沙诺夫是苏共22大代表；第7届苏联最高苏维埃民族院代表，苏联人民代表，第11届乌兹别克苏维埃社会主义共和国最高苏维埃代表。

## 荣誉
苏联：
- 列宁勋章
- 十月革命勋章
- 两次劳动红旗勋章
- 荣誉勋章

俄联邦：
- 荣誉勋章（2015年12月22日）[6]
- 亚历山大·涅夫斯基勋章（2021年1月15日）[7]

## 轶事
- 尼沙诺夫是少数非苏共中央委员的乌共第一书记。
- 因对米哈伊尔·戈尔巴乔夫的忠诚，而被称为“拉菲克·戈尔巴乔夫”。